# Mauzoleum Trzech Pisarzy
Mauzoleum Trzech Pisarzy – grobowiec znajdujący się na cmentarzu żydowskim przy ulicy Okopowej w Warszawie. 

## Opis
Został wykonany w 1924 roku przez rzeźbiarza Abrahama Ostrzegę.
W grobowcu zostali pochowani kolejno trzej pisarze żydowscy: Icchok Lejb Perec (zm. 1915), Jakub Dinezon (zm. 1919) i Szymon An-ski (zm. 1920). Mauzoleum ma kształt kaplicy zwieńczonej półkopułą – w której wnętrzu znajduje się wyobrażenie przepowiedni proroka Izajasza „o mającym nastąpić dniu pojednania”. Grobowca strzegą dwa uskrzydlone lwy.

## Galeria

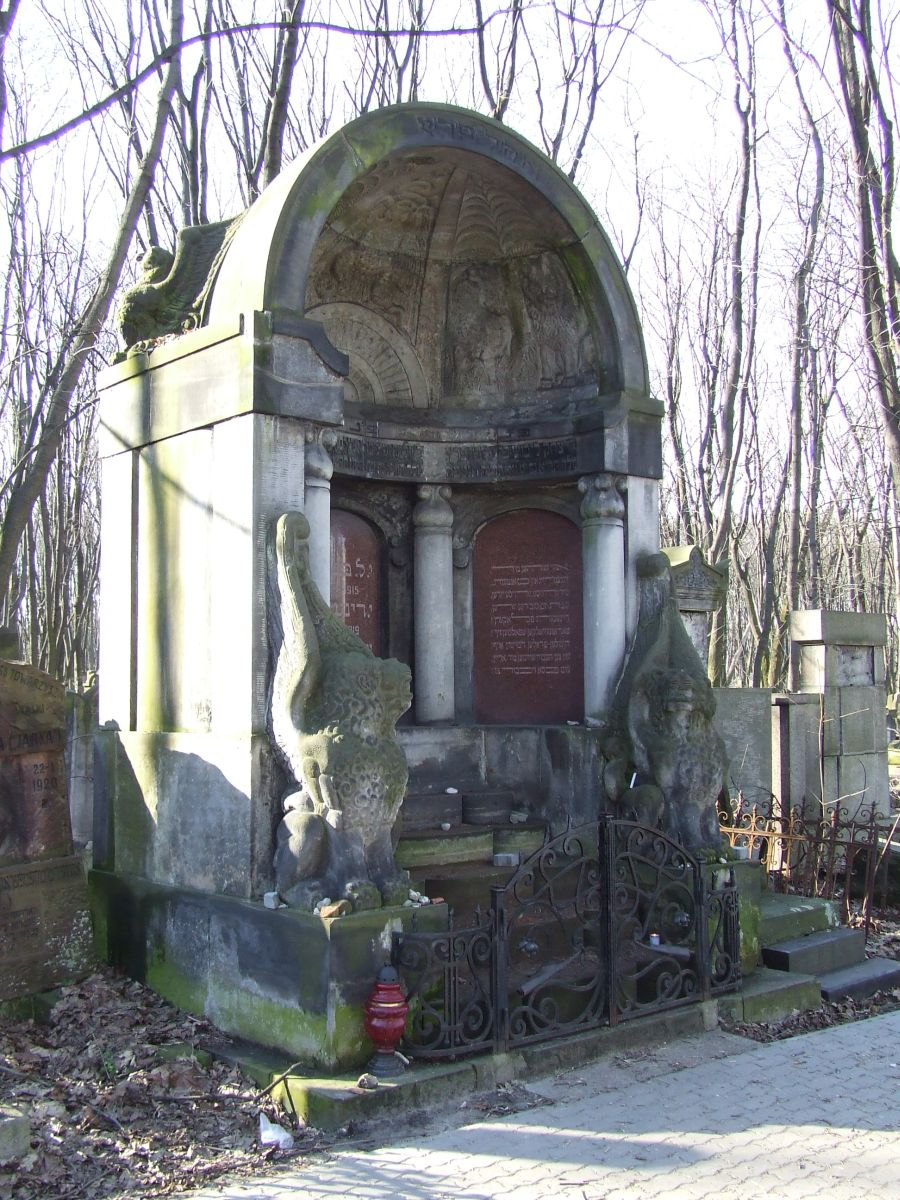
Mauzoleum Trzech Pisarzy
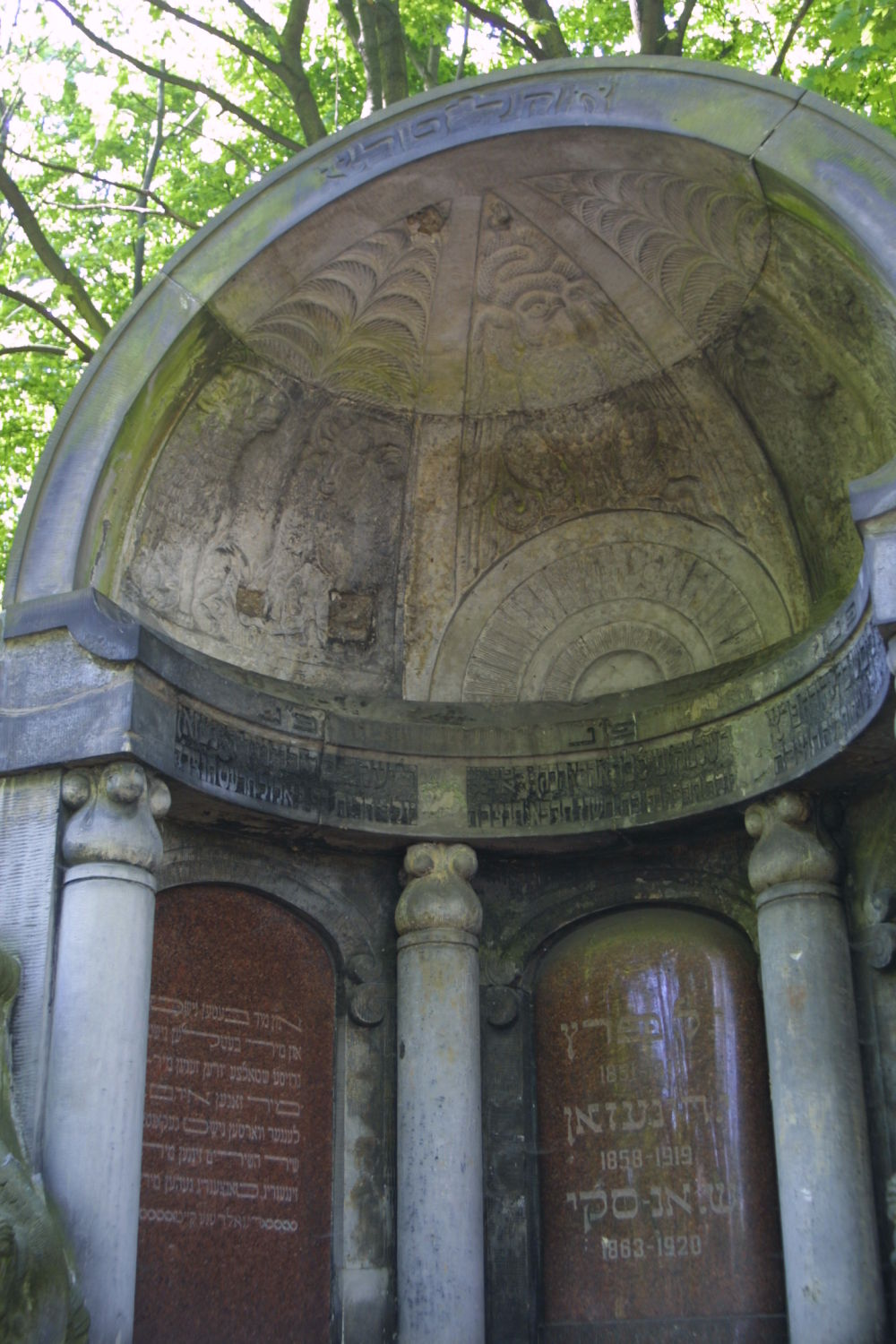
Pomnik nagrobny od wewnętrznej strony
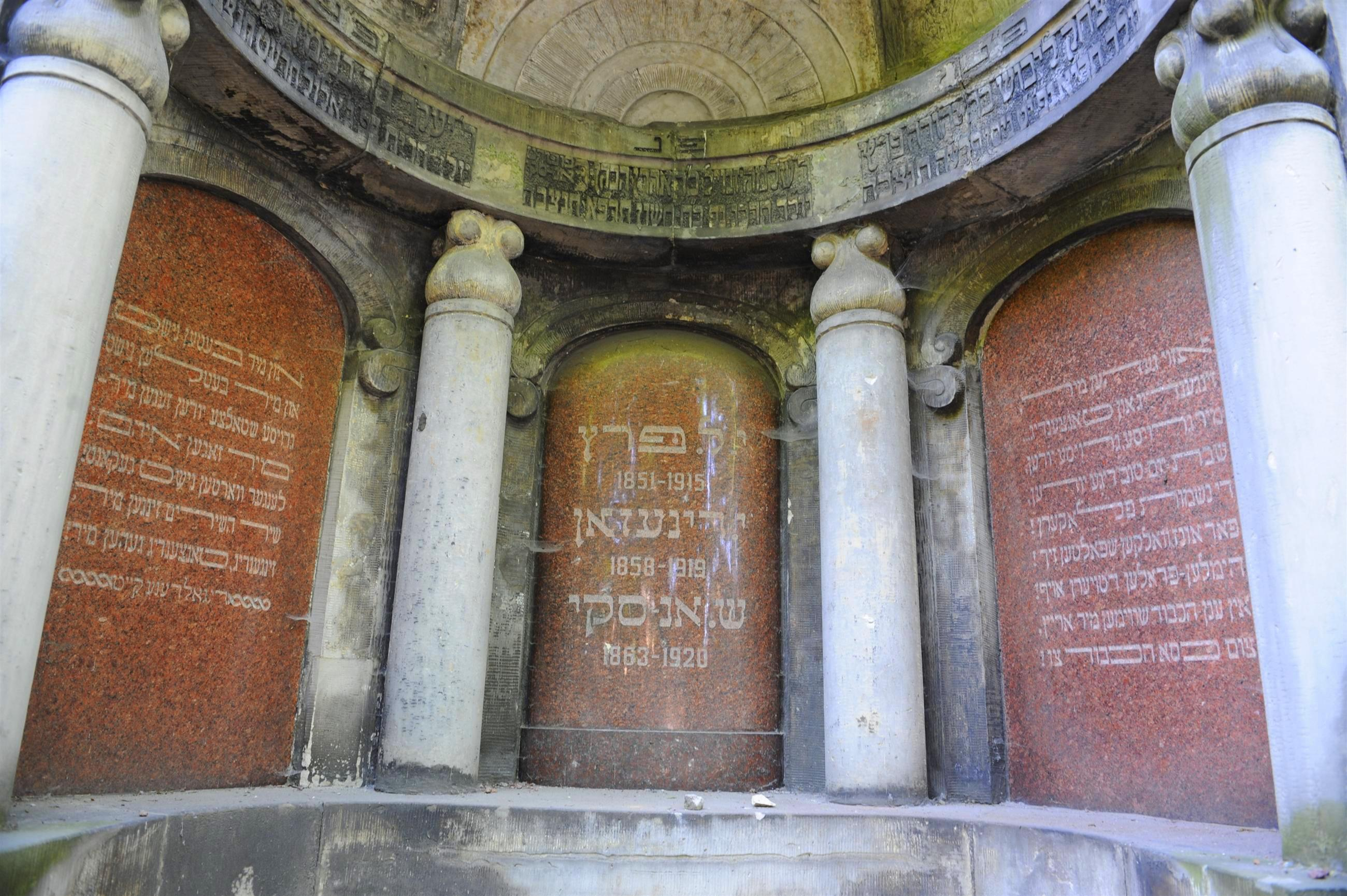
Tablice inskrypcyjne